# بن هیل (دوچرخه‌سوار)
بن هیل (انگلیسی: Ben Hill؛ زادهٔ ۵ فوریهٔ ۱۹۹۰) دوچرخه‌سوار اهل استرالیا است.